# Isognomon isognomum
Isognomon isognomum is een tweekleppigensoort uit de familie Pteriidae. De wetenschappelijke naam van de soort is gepubliceerd als Ostrea isognomum in 1758 door Linnaeus in de tiende editie van Systema naturae.